# 사신 (신화)

청룡

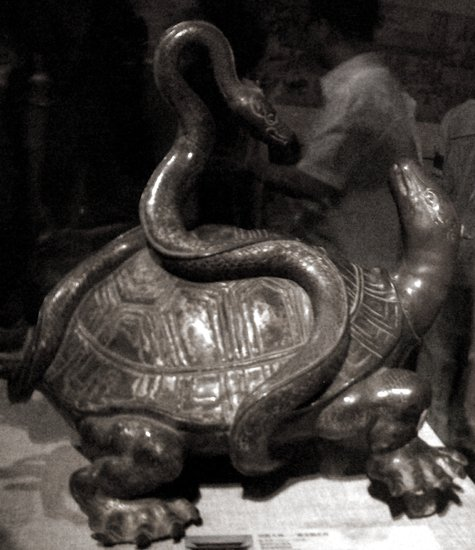
현무

사신(四神, 영어: Four Symbols, Four Guardians, Four Gods, Four Auspicious Beasts)은 동아시아에서 각 방위를 상징하는 청룡, 백호, 주작, 현무를 일컫는 말이다. 사수(四獸) 또는 사상(四象)이라고도 한다. 이들은 각각 동·서·남·북의 방위와, 봄·가을·여름·겨울의 계절을 주관한다고 여겨진다. 각 사신은 또한 하나씩의 오행 및 색을 상징하기도 한다.순남자 등에 따르면, 방각에는 사수와 함께 계절신으로서 오제를 보좌하는 오사 중 사령이 할당되어 있다.또한 청룡 백호 주작 현무 말고도 기린이란 또다른 신수가 있다.기린은 4방위 중 정중앙을 주관하며 풍요와 평온을 상징한다.시대에 따라 기린은 황룡으로도 표현 되기도한다.
4신은 네 방위신(方位神), 즉 좌청룡(左靑龍), 우백호(右白虎), 전주작(前朱雀), 후현무(後玄武)를 뜻하는 것인데, 그 기원은 중국의 오행사상에서 비롯된다. 《사기》 〈천관서(天官書)〉에 ‘東宮蒼龍 南宮朱鳥 西宮咸池 北宮玄武’라 하여 그 방향을 지시했고, 《이아》에는 ‘靑爲 蒼天夏爲朱明 秋爲白藏 冬爲玄英’이라 해서 그 색(色)을 규정했다. 그리고, 《예기》 〈월령(月令)〉에는 ‘孟春之月…其蟲鱗 孟夏之月…其蟲羽 孟秋之月…其蟲毛 孟冬之月…其蟲介’라 하여 그 형태를 규정했다. 청룡은 용의 형상을 이르며, 백호는 호랑이, 주작은 꼬리가 짧은 새, 즉 봉황(鳳凰)이며, 현무는 거북을 뱀이 묶은 형상이다. 이러한 형상들은 외양은 현실의 동물에서 따왔지만 어디까지나 비현실적인 동물이며 중국인들의 형이상학적인 공상의 산물이다.
동아시아 별자리는 3원(垣) 28수(宿)로 구성되는데, 28수는 방향별로 7수씩 사신에 배정된다. 이 때에 이들 별자리가 사방신의 모양을 이룬다.
고구려의 집안, 평양의 무덤 내부에는 종종 별자리와 함께 사신도가 그려졌다. 통상 입구 정면 우측에는 백호, 좌측에는 청룡이 그려지며, 반드시 실제의 방위에 맞추어 그려지지는 않는다.
| 사신 | 방위     | 계절 | 오행     | 색   | 별자리               | 생명 |
| ---- | -------- | ---- | -------- | ---- | -------------------- | ---- |
| 청룡 | 동쪽[東] | 봄   | 나무[木] | 청색 | 각·항·저·방·심·미·기 | 유년 |
| 백호 | 서쪽[西] | 가을 | 금[金]   | 백색 | 규·루·위·묘·필·자·삼 | 노년 |
| 주작 | 남쪽[南] | 여름 | 불[火]   | 적색 | 정·귀·류·성·장·익·진 | 청년 |
| 현무 | 북쪽[北] | 겨울 | 물[水]   | 흑색 | 두·우·여·허·위·실·벽 | 죽음 |

## 같이 보기
- 사신도
- 도선
- 풍수
- 장풍득수
- 명당보국
- 배산임수
- 동기감응론
- 다우징(L로드/Y로드)
- 영적볼텍스(spiritual vortex) - 서양판 용혈(龍穴)로서 미국 애리조나주 세도나에 있는 벨락과 호주 노던 준주에 있는 울루루가 대표적으로 유명
- 레이라인(en:Ley line) - 서양판 용맥(龍脈)
  - 앨프레드 왓킨스(영어판)
  - 오래된 직선주로(영어판)
- 토션필드(영어판)
- 나스카 지상화